# Катеріна Ноццолі
Катеріна Ноццолі (італ. Caterina Nozzoli; нар. 29 червня 1967) — колишня італійська тенісистка.
Найвищу одиночну позицію світового рейтингу — 130 місце досягла 27 квітня 1987, парну — 128 місце — 21 грудня 1986 року.

## Фінали ITF
| турніри $25,000 |
| турніри $10,000 |

### Одиночний розряд: 2 (1–1)
| Результат | Ранг | Дата            | Турнір                 | Покриття | Суперниця      | Рахунок       |
| --------- | ---- | --------------- | ---------------------- | -------- | -------------- | ------------- |
| Поразка   | 1.   | 15 серпня 1988  | Кальтаджіроне, Італія  | Ґрунт    | Сімона Ізідорі | 4–6, 5–7      |
| Перемога  | 1.   | 20 березня 1989 | Марса (Мальта), Мальта | Тверде   | Андреа Мюллер  | 6–0, 4–6, 6–2 |

### Парний розряд: 4 (2–2)
| Результат | Ранг | Дата            | Турнір                       | Покриття | Партнерка       | Суперниці                                | Рахунок       |
| --------- | ---- | --------------- | ---------------------------- | -------- | --------------- | ---------------------------------------- | ------------- |
| Перемога  | 1.   | 20 березня 1989 | Марса (Мальта), Мальта       | Тверде   | Паскалле Дрюйтс | Белінда Борнео Амі ван Бюрен             | 6–3, 3–6, 6–3 |
| Поразка   | 1.   | 29 травня 1989  | Флоренція, Італія            | Ґрунт    | Наталі Бодон    | Мішель Андерсон Нанне Дальман            | 3–6, 3–6      |
| Поразка   | 2.   | 25 червня 1990  | Кальтаджіроне, Італія        | Ґрунт    | Сімона Ізідорі  | Дженніфер Ф'юкс Їда Ей                   | 1–6, 1–6      |
| Перемога  | 2.   | 13 травня 1991  | Франкавілла-аль-Маре, Італія | Ґрунт    | Марція Гроссі   | Вівіана Вальдовінос Джолін Ватанабе-Ґілц | 6–1, 6–3      |